# Lindau (Anhalt)

Lindau (Anhalt) este un oraș din landul Saxonia-Anhalt, Germania.